# 帕斯卡古拉 (密西西比州)
帕斯卡古拉（Pascagoula）位于美国密西西比州南部，是杰克逊县的县治。
根据2000年美国人口普查，共有26,200人，其中白人占67.15%、非裔美国人占28.97%。